# Nao Hibino
Nao Hibino (日比野 菜緒 Hibino Nao?, n. 28 noiembrie 1994, Ichinomiya, Japonia) este o jucătoare profesionistă japoneză de tenis. Cea mai bună clasare a sa la simplu este locul 56 mondial în ianuarie 2016 și 43 la dublu în iulie 2017. Hibino a câștigat două titluri la simplu și două la dublu pe circuitul WTA. În plus, ea a câștigat opt turnee de simplu și zece de dublu pe circuitul ITF.
Hibino a reușit să iasă în evidență în 2015, când a câștigat primul său titlu pe  circuitul WTA la simplu, la Tashkent Open. Ca urmare, ea a intrat în top 100. De atunci, ea a petrecut mai mulți ani în top 100 și a fost în mod constant în top 150, cu excepția unei perioade între februarie 2022 și septembrie 2022, după o pauză din octombrie 2021 până la sfârșitul lunii aprilie 2022.
Hibino a fost prima jucătoare japoneză din clasamentul WTA timp de cinci săptămâni, începând cu 11 ianuarie 2016, și a ajuns din nou pe această poziție la 3 aprilie 2023. A reprezentat Japonia la competițiile naționale, debutând în Fed Cup în 2016, și la Jocurile Olimpice de vară din 2021.